# Maurice Parisot
Pour les articles homonymes, voir Parisot.
Maurice Parisot, né le 26 septembre 1899 à Bar-le-Duc, mort le 6 septembre 1944 à Toulouse, est un résistant français, fondateur et chef du Bataillon de guérilla de l'Armagnac.

## Biographie
Né à Bar-le-Duc, il grandit à Nancy, où son père est professeur  à la faculté des lettres où il enseigne l'histoire. Sa mère est la fille d'un administrateur des colonies. Dès le début de la guerre de 1914-1918, le jeune Maurice brûle de s'engager, mais il est trop jeune. À dix-sept ans, après avoir obtenu ses deux baccalauréats, il peut enfin s'engager dans l'infanterie. Compte tenu de ses diplômes, il est dirigé sur une école d'officiers : lorsqu'il en sort aspirant, la guerre est sur le point de s'achever. Il terminera sa période d'engagement en montant la garde sur le Rhin...
De retour à la vie civile, il est attiré par la terre et entre dans une école d'agriculture. Par la suite, il gère de grands domaines agricoles, dont celui de Georges Monnet à Celles-sur-Aisne. En 1931, il part pour la Tunisie, et participe pendant 2 ans à la gestion d'un domaine de 3 000 hectares en Tunisie. par la suite il gère à L'Oued Tessa une propriété de 1 500 hectares.Il épouse une jeune alsacienne, Jeanne de Place. Le couple passe trois ans en Tunisie.
En 1936, Georges Monnet, ministre de l'Agriculture, fonde l'Office du blé. Il confie à Maurice Parisot la fonction de délégué général de l'Office du blé pour l'Algérie, la Tunisie et le Maroc. Son intelligence, ses facultés d'organisateur, lui permettent d'accomplir de grandes réalisations, la création de coopératives et de sociétés indigènes.
En 1939, il est mobilisé et parvient à se faire affecter à la 44e division, qui doit monter au front. Mais au même moment lui parvient l'ordre de rejoindre à Alger l'état-major du général Noguès, qui compte sur sa connaissance de l'Algérie. Lorsqu'il va enfin réussir à rejoindre le front, c'est la débâcle et l'Armistice. Sa première réaction est de partir en Angleterre pour poursuivre le combat. Le drame de Mers el-Kébir l'en dissuade. Il fait parvenir au gouvernement un rapport qui prône la poursuite de la guerre en Afrique du nord. Mais il est trop tard. Il est démis de toutes ses fonctions par le gouvernement de Vichy.
Par l'entremise de Georges Monnet, il est chargé par le Suisse Édouard-Auguste Frick de gérer le domaine que celui-ci - à son tour à l'instigation de Henri Monnet - vient d'acheter en 1940 dans le Gers, le domaine de Saint-Gô, dans la commune de Bouzon-Gellenave, entre Vic-Fezensac et Nogaro. Maurice Parisot se remet à l'agriculture, avec la rigueur qu'on lui connaît. On le surnomme bientôt « Caillou » (calhau, en Gascogne, désigne souvent les « têtes dures »). Mais ses projets sont toujours les mêmes, poursuivre le combat. Ses vastes domaines, leurs granges, leurs communs, et la main-d'œuvre abondante nécessaire, servent bien ses intentions. Des résistants, « réfractaires au STO, Juifs ou fonctionnaires cassés par Vichy » composent la moitié de ses effectifs. Les militaires du 2e Dragons d'Auch, démobilisés après la dissolution de leur régiment, viendront grossir les rangs des maquisards. Des « cadres » vont rejoindre Parisot : Henri Monnet, frère du ministre et capitaine de réserve, qui sera son bras droit et son successeur, Maurice Moreau, du 2e Dragons. Puis en 1942, Abel Sempé, négociant en Armagnac, et Jean Ducos, tous deux représentants du mouvement Combat, le peintre Maurice Georges Poncelet et de nombreux autres qui sont à l'origine du Bataillon de l'Armagnac, organisé militairement. En 1943, on commence à distribuer les armes disponibles.
Le Britannique George Reginald Starr, alias « Gaston », alias le « colonel Hilaire », a été envoyé par Londres dans le Sud-Ouest, dans le cadre du SOE (Special Operations Executive) pour y organiser les réseaux de lutte contre l'occupant. Des parachutages par le réseau Wheelwright qu'il dirige, ont lieu à partir du 9 avril 1944 sur les terrains du domaine de Saint-Gô.

### Les combats du Bataillon de l'Armagnac
Le 6 juin 1944, le débarquement allié en Normandie donne le signal de l'action. Parisot donne l'ordre à tous ses éléments, dispersés dans la région, de se regrouper. Le camp du Bataillon de l'Armagnac s'installe à Panjas, village qui présente l'avantage d'être proche des terrains prévus pour les parachutages et les atterrissages d'avions ou de planeurs, et d'être à l'écart des routes empruntées par les Allemands. Tout de suite, ils commencent des coups de main contre l'occupant.
Dans les jours qui suivent, un convoi de camions et de camionnettes amène à Castelnau-sur-l'Auvignon, où vit le colonel Hilaire sous l'identité d'un paisible réfugié belge, des maquisards et des containers d'armes provenant des parachutages. Le nombre d'hommes du bataillon de l'Armagnac dépasse les quatre cents en quelques jours. Parmi eux, un important groupe d'Espagnols commandés par Tomas Guerrero, dit « Camillo », un combattant qui a perdu une jambe dans les luttes antifranquistes. Le Bataillon de Castelnau procède à des attaques, notamment à Astaffort (Lot-et-Garonne) et à Francescas, tuant ou faisant prisonniers des Allemands et des miliciens.
Le 21 juin, une forte colonne allemande se dirige sur Castelnau-sur-l'Auvignon et commence à encercler le village. Les habitants ont été évacués. Les combats sont extrêmement violents et les maquisards se défendent avec acharnement avant de se replier. Le colonel Hilaire prend la décision de faire sauter le stock de munitions entreposé au deuxième étage de la tour carrée qui domine le village. La violente explosion a lieu lorsque les Allemands sont entrés dans le village déserté, leur causant de nombreuses pertes. Ils l'incendient et le détruisent complètement. Castelnau-sur-l'Auvignon est la seule commune du Gers à avoir reçu la croix de guerre 1939-1945.
Le 3 juillet, Parisot apprend que des Allemands, venant de Mont-de-Marsan, ont occupé la poste de Cazaubon et le centre d'accueil des Israélites de Bégué. Huit personnes ont été arrêtées. Puis on signale que quatre camions allemands sont entrés à Cazaubon. Parisot décide alors d'effectuer une attaque. En fait, à proximité du village d'Estang, il tombe sur une colonne de quarante camions. Les jeunes recrues du bataillon opposent une résistance farouche face à des soldats mieux armés et entraînés. Il faut plus de quatre heures aux Allemands pour atteindre Estang, tandis que les maquisards se replient, laissant un des leurs tué, et un prisonnier. Les Allemands fouillent les maisons et en incendient plusieurs, puis ils prennent vingt otages parmi la population. Huit d'entre eux seront exécutés, dont le maquisard fait prisonnier.
Le 5 juillet, les éléments français du bataillon de Castelnau sont intégrés au bataillon de l'Armagnac pour y former la 5e compagnie.
Le 15, le bataillon s'installe à Averon-Bergelle.
Le 3 août, deux camions allemands arrivent au château de Saint-Gô. Parisot ne s'y trouve pas, pas plus que son épouse, en mission auprès de l'archevêque d'Auch, ni leur fille Françoise qui est chez des amis. Il n'y a que des employées, une amie et protégée des Parisot qui se fait passer pour une employée, et Serge Taesch, un combattant blessé au pied, qui réussit à se cacher dans la paille d'une grange. Les Allemands fouillent la demeure, n'y trouvent rien de compromettant pour ses occupants, mais ils déversent de l'essence dans toutes les pièces et y mettent le feu. Le château de Saint-Gô brûle entièrement. De son PC, Parisot a vu la fumée, il refuse cependant de lancer une opération de représailles.
Le bataillon de l'Armagnac multiplie les attaques, notamment sur Aire-sur-l'Adour lors de l'évacuation de cette ville par les Allemands.

### La Libération

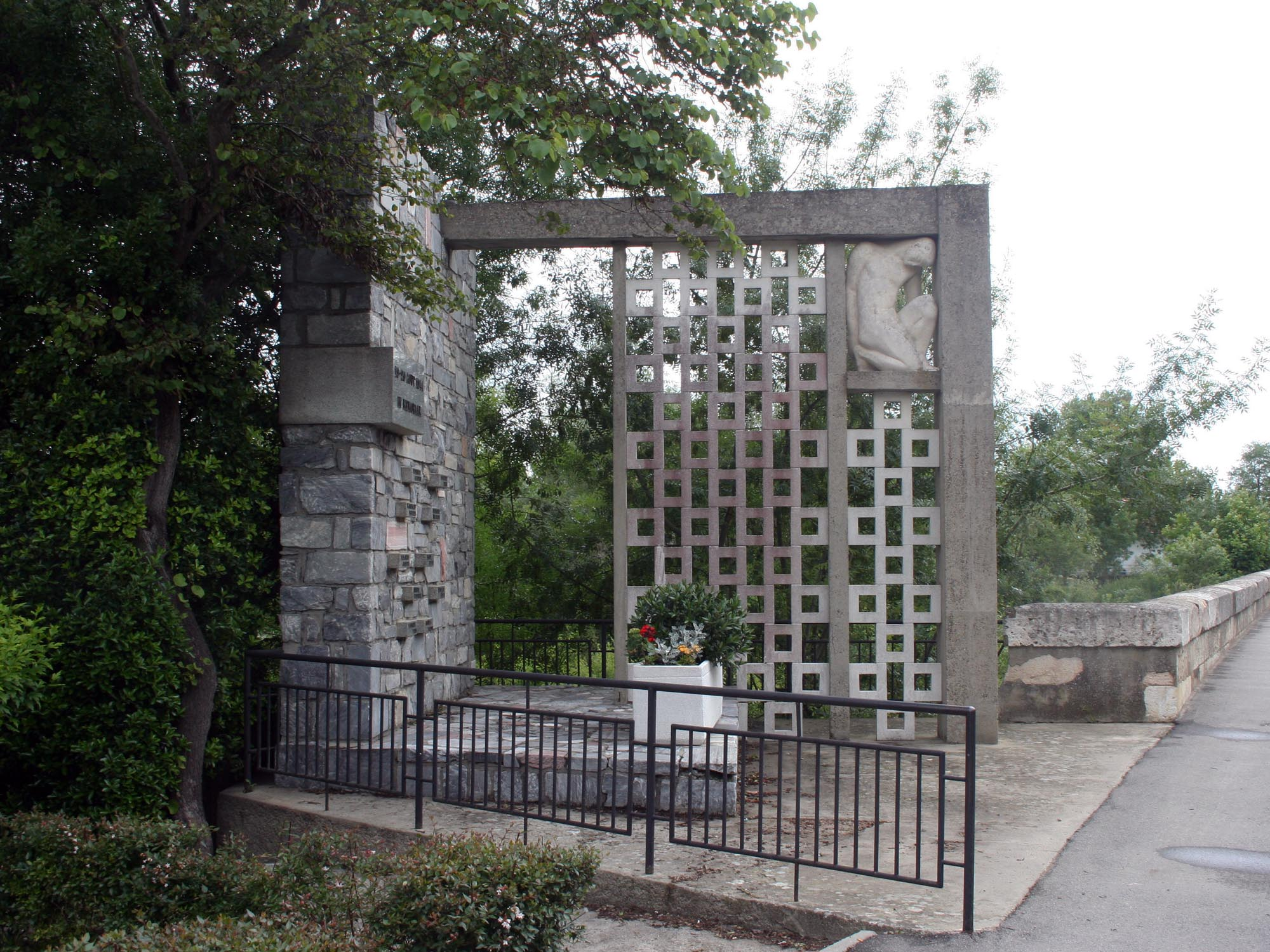
Le monument aux combattants de l'Isle-Jourdain

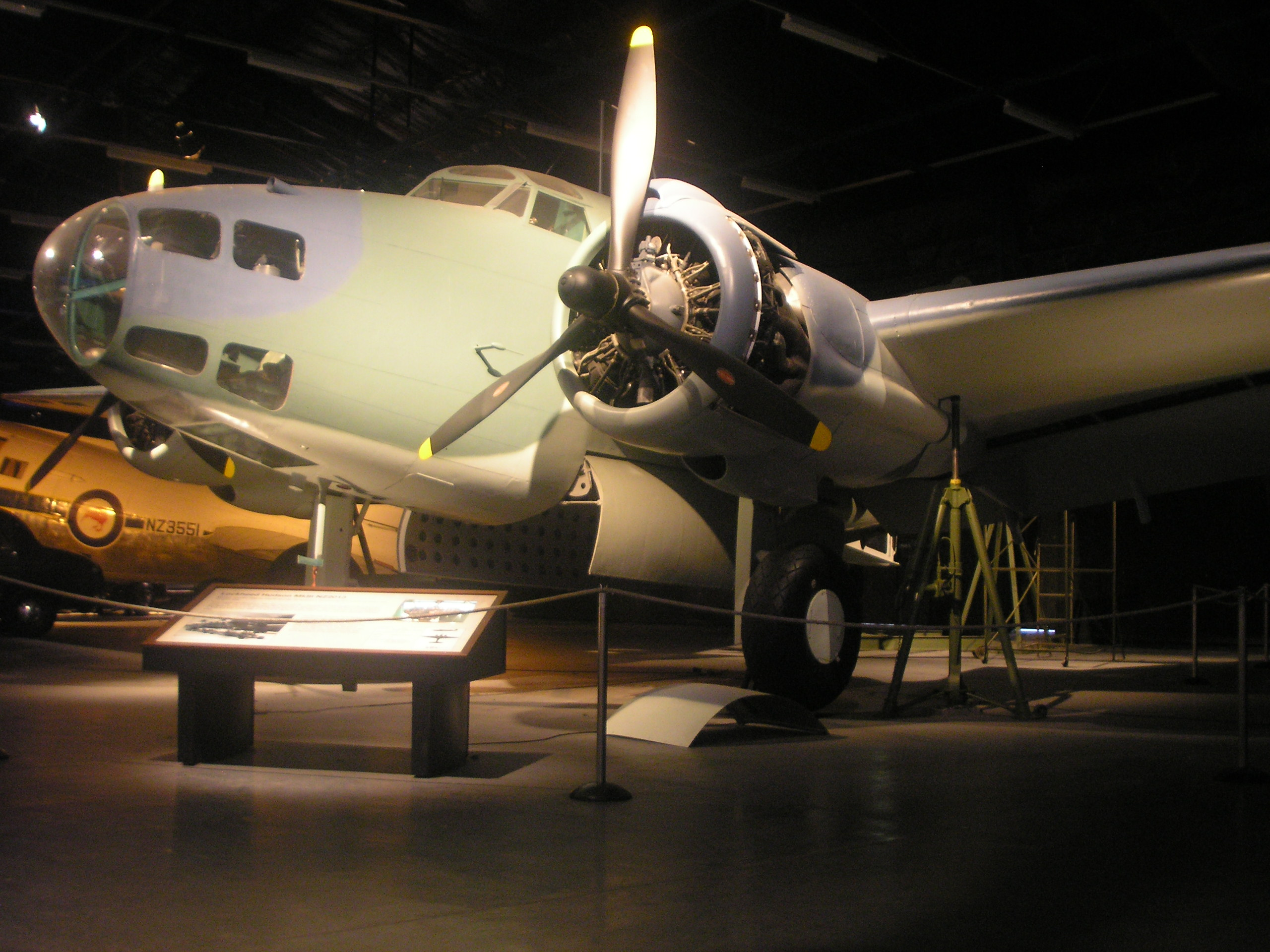
Lockheed Hudson. C'est un appareil de ce type qui causa la mort du commandant Parisot.

#### Le combat de L'Isle-Jourdain
En août 1944, Parisot envisage d'attaquer Auch, avec comme objectifs l'Hôtel de France, siège de la Kommandantur, et la caserne Espagne. Le 18, il envoie un officier de renseignements, qui apprend que les Allemands ont décidé de quitter Auch pour aller à Toulouse. Ils ont demandé aux Ponts et Chaussées de leur trouver un itinéraire sans coupure. Cet itinéraire passe nécessairement par L'Isle-Jourdain, et c'est là que va se porter le Bataillon de l'Armagnac.
Le 19, un convoi allemand de 30 véhicules s'engage sur la nationale 124. Il est arrêté par des destructions et des coupures de route à plusieurs reprises, embuscades qui ont pour but de retarder le plus possible son avance. Parti d'Auch en début d'après-midi, il atteint L'Isle-Jourdain vers 20 h 30. Les trois compagnies du Bataillon de l'Armagnac et un corps-franc ont pris leurs positions à l'entrée de la ville. La route est barrée par une locomobile de battage et un camion. Le convoi s'immobilise à quelque distance pour la nuit. À l'aube, Parisot estime pouvoir tenter une négociation. Il s'avance, seul, face aux Allemands et s'adresse à eux dans leur langue. Un groupe d'Allemands semble disposé à parlementer, mais des ordres contradictoires sont donnés, et Parisot accorde un délai de trois minutes. Les Allemands s'apprêtent au combat. Le délai expiré, Parisot donne l'ordre d'ouvrir le feu. Le combat, très violent, dure toute la journée. De nouveaux éléments viennent renforcer la troupe des maquisards et compléter l'encerclement de l'ennemi, malgré ses tentatives de dégagement. À la fin de la journée, les Allemands se rendent. Ils ont eu 61 morts ; sept officiers, 185 sous-officiers et soldats sont faits prisonniers. Du côté français, on dénombre neuf morts et vingt-huit blessés. Les prisonniers sont conduits à Mauvezin, puis ils seront ramenés à Auch.
Le 21 août, toutes les compagnies sont regroupées avec tout le matériel récupéré, et dirigées vers Aussonne, au nord de Toulouse. Après une journée de repos, ce sont 100 camions transportant le Colonel Hilaire, le Commandant Parisot et leurs hommes, qui font une entrée triomphale dans Toulouse. Installés à la caserne Niel, ils reçoivent enfin de vrais uniformes militaires, godillots compris, ce qui marque pour la plupart d'entre eux un changement radical.
La guerre n'est pas terminée pour autant. Le 23 août, on signale la présence d'éléments allemands à Villefranche-de-Lauragais, en direction de Carcassonne. La bataillon de l'Armagnac devra y prendre position. Les Allemands, en retraite, sont déjà loin. Parisot décide de les poursuivre. Commence alors une longue route qui mène le bataillon jusqu'à Narbonne et au-delà, jonchée de motocyclettes, véhicules, blindés, canons détruits ou abandonnés, jusqu'à Béziers et Pézenas, où la population les accueille triomphalement, mais l'ennemi a disparu, il sera arrêté plus loin par des troupes alliées remontant de Toulon. Le 29, le bataillon rentre à Toulouse.
Se pose alors la question de son devenir. Deux solutions sont proposées : soit rejoindre les forces régulières dans l'Est, soit prendre position sur le front de l'Atlantique, où subsistent des poches encore tenues par les Allemands. Parisot et Monnet sont d'accord sur la deuxième solution, estimant que leurs troupes ne sont pas encore suffisamment expérimentées.

#### La mort du commandant Parisot
Le 5 septembre, le colonel Ravanel charge Parisot d'assurer la sécurité du terrain d'aviation de Francazal. Des appareils anglais doivent procéder à des parachutages de matériel et amener des agents. Ces opérations s'effectuent de nuit. Dans la nuit du 5 au 6, un premier avion Lockheed Hudson largue ses containers, mais prend le terrain à l'envers. Vers 1 h 30, un second Hudson arrive, se présente lui aussi d'une manière irrégulière et se dispose à atterrir sans effectuer le tour de piste réglementaire, se dirigeant droit vers les personnes présentes sur le terrain. On lance l'ordre de se coucher. L'avion touche le sol, rebondit, avant de refaire un atterrissage. Si ce rebond a sauvé la vie de quelques personnes, ce n'est pas le cas d'autres : deux hommes sont étendus sur le sol, le lieutenant Austruit, et le commandant Parisot, tous deux touchés à la tête, probablement par le train d’atterrissage de l'avion. La mort a été instantanée. Le pilote dira que le balisage du terrain n'était pas correct.
La disparition de Maurice Parisot est ressentie comme une perte cruelle par ses hommes, ses amis, ses supérieurs. Son adjoint, le lieutenant-colonel Henri Monnet, prend la tête du Bataillon de l'Armagnac. Une cérémonie officielle a lieu à la caserne Niel, où le colonel Ravanel épingle la Croix de guerre avec palme, la croix de chevalier de la Légion d'honneur, et lit la citation à l'ordre de l'armée. Il est promu au rang de lieutenant-colonel à titre posthume.
Les obsèques ont lieu à Auch, en présence d'une grande partie de son bataillon et d'une foule considérable. il est ensuite inhumé au petit cimetière de Saint-Gô, à Bouzon-Gellenave.
Le 12 septembre 1944, le bataillon de l'Armagnac, fort de 1 800 hommes, devient la Demi-brigade de l'Armagnac, qui est dirigée vers Bordeaux. Le 31 décembre, elle prend le nom de Régiment Parisot. Enfin, le 16 février 1945, le régiment Parisot, avec le Bataillon Raynaud du 1er régiment du Gers, forment le 158e régiment d'infanterie.
Le 16 avril 1945, le 158e RI, sous le commandement du lieutenant-colonel Henri Monnet, attaque la Tremblade et la Pointe d'Arvert, sous le feu des batteries d'artillerie de l'île d'Oléron. Puis le 30, c'est l'île d'Oléron qui est attaquée et reconquise, quasiment en même temps que Berlin tombe.